# 鱼塘镇 (墨江县)
鱼塘镇，是中华人民共和国云南省普洱市墨江哈尼族自治县下辖的一个乡镇级行政单位。
2012年，云南省人民政府批复同意撤销鱼塘彝族乡，设立鱼塘镇。

## 行政区划
鱼塘镇下辖以下地区：
景平村、丙礼村、树林村、坝老村、花山村、挖鲁村、玉鲁村、大山村和和平村。